# Don't Play That Song Again
"Don't Play That Song Again" ("Não ponhas a tocar aquela canção novamente") foi a canção que representou o Reino Unido no Festival Eurovisão da Canção 2000 que teve lugar em Estocolmo.
A canção foi interpretada em inglês por Nicki French, uma cantora já conhecida pelo seu sucesso internacional em 1995 com uma cover da canção Bonnie Tyler "Total Eclipse of the Heart".  Na noite do festival, foi a terceira a ser interpretada, a seguir à  canção dos Países Baixos "No Goodbyes, interpretada por Linda e antes da canção da Estónia "Once in a Lifetime, interpretada por Ines. Terminou a competição em 16.º lugar (a pior classificação até então .), tendo recebido um total de 28 pontos. No ano seguinte, em 2001, o Reino Unido foi representado por Lindsay Dracass que cantou o tema "No dream impossible".
Na noite do evento usava uma  gabardina lilás  sobre um pedaço de roupa roxa e dois brilhantes.

## Autores
- Letrista: John Springate
Gerry Shephard
- Compositor:John Springate
Gerry Shephard

## Letra
Nicki French canta que não vale a pena o seu amante voltar a enganá-la com as mesmas mentiras que ela já vai lhe dar importância, ignorando as suas trapaças.

## Versões
- club mix (inglês) [5:10]
- slow groove mix (inglês) [3:50]
- nova versão (2004) (inglês)

## Top de vendas
No top de vendas de singles, o single desta canção não foi além do 34.º no UK Singles lugar (conseguindo a pior posição para uma canção britânica no Festival Eurovisão da Canção, desde 1989.